# Paul Wolfowitz
Paul Dundes Wolfowitz (1943. december 22. –), Jacob Wolfowitz matematikus fia, korábban George W. Bush politikai tanácsadója és az Egyesült Államok védelmiminiszter-helyettese Donald Rumsfeld alatt. Wolfowitz volt a Világbank tizedik elnöke.

## Származás és tanulmányok
Apja Jacob Wolfowitz matematikus volt, aki 1920-ban követte az 1914-ben Lengyelország orosz részéről kivándorolt édesapját. Anyja Lillian Dundes. Számos rokonát a holokauszt során Lengyelországban megölték.
Leo Strauss és Albert Wohlstetter által befolyásolva Wolfowitz neokonzervatívnak számít, aki vehemensen Izrael támogatását, és – az amerikai érdekeltségek biztosítása érdekében – az erős katonai jelenlétet vallja.
Matematika és kémia tanulmányait 1965-ben a Cornell Egyetemen zárta le. A Chicagói Egyetemen politikatudományokat tanult.

## Pályafutása a politikában és a tudomány terén
Wolfowitz folyamatosan váltott a politika és a tanítás területei között. Már 1966–1967-ben kormányzati alkalmazott volt. 1970 és 1973 között a Yale Egyetemen tanított, ebben az időben az amerikai szociáldemokratákhoz (SDUSA), akik az Amerikai Szocialista Párt (SPA) jobboldali szárnyából tevődtek össze, állt közel. 1973-tól négy éven keresztül a Fegyverzetellenőrző és Lefegyverzési Ügynökségnél szolgált, ahol a Szovjetunióval való tárgyalásokon vett részt, és a nukleáris fegyverek elterjedésének megakadályozása témán dolgozott. Disszertációja is erről szólt: Nukleáris fegyverek elterjedése a Közel-Keleten: a nukleáris vízsótalanítás (?) politikája és gazdasága[forrás?]. A téziseiből kiderül, hogy Wolfowitz a nukleáris fegyverek ellen egy izraeli kontrollt képzelt el, mivel az arab országok szintén az atommal való felfegyverkezésben látták a jövőjüket.

## Világbank
2005. március 31-én a Világbank Végrehajtótanácsa, amelyben 184 tagország 24 elnökkel van képviselve, egyhangúlag választotta Paul Wolfowitzot elnökké. Nem volt ellenjelölt. 2005 márciusában jelölte őt a posztra az amerikai elnök. Régóta köztudott volt George W. Bush kívánsága, miszerint Wolfowitz kerülne a Világbank élére. James David Wolfensohnt követte a hivatalban, aki a tízéves hivatali idő lejárta után 2005. június 1-jén leköszönt posztjáról.
Hagyományosan az USA – mint legnagyobb résztulajdonos – jelöli a Világbank elnökét, miközben a Nemzetközi Valutaalap (IMF) üzletvezetői igazgatóját a szabályok szerint az európaiak nevezik meg.
Wolfowitz jelölése az USA-ban, viszont különösen Európában jelentős kételkedéseket váltott ki. Attól tartottak, hogy Wolfowitz a Világbankot az amerikai érdekek előtérbe helyezésével, a szegényebb országok kárára fogja kormányozni, továbbá Wolfowitz nem rendelkezett megfelelő tapasztalattal a nemzetközi fejlesztéspolitika terén sem. Wolfowitznak sikerült a kételyeket hamar szétoszlatni, amikor Brüsszelben európai fejlesztési politikusokkal ismertette programját – újdonság az intézmény történetében. Hangsúlyozta, hogy nem fog semmilyen konkrét forgatókönyv alapján dolgozni, hanem a Világbankot minden tag értelmében kívánja vezetni.
Wolfowitz elismerte, hogy „hibázott”, amikor 2005-ben élettársának és egyben alkalmazottjának Shaha Ali Rizának jelentős béremelést, illetve pozíció emelkedést biztosított. A Világbank Elnöksége utalásainak következtében Wolfowitz 2007. június 30-án hagyta el a hivatalt.